# Péter Palotás
Péter Palotás (Budapeste, 27 de junho de 1929 - 17 de maio de 1967) foi um futebolista e treinador húngaro, campeão olímpico. 

## Carreira
Péter Palotás fez parte do elenco medalha de ouro, nos Jogos Olímpicos de 1952. Ele fez parte do elenco da Seleção Húngara de Futebol, na Copa do Mundo de 1954.

## Títulos
- Vice - Copa do Mundo de 1954